# Duyên Hải, Vĩnh Long
Duyên Hải là một phường thuộc tỉnh Vĩnh Long, Việt Nam.

## Địa lý
Phường Duyên Hải có vị trí địa lý:
- Phía đông giáp phường Trường Long Hòa
- Phía tây giáp xã Long Thành
- Phía nam giáp xã Đông Hải
- Phía bắc giáp xã Ngũ Lạc và Long Hữu

Phường Duyên Hải có diện tích 69,63 km², dân số năm 2025 là 24.356 người, mật độ dân số đạt 349 người/km².

## Hành chính
Phường 1 được chia thành 7 khóm: 1, 2, 3, 4, Bến Chuối, Long Thạnh, Phước Trị.

## Lịch sử
Địa bàn Phường 1 trước đây là một phần xã Long Toàn, huyện Duyên Hải.
Ngày 7 tháng 10 năm 1995, Chính phủ ban hành Nghị định số 62-CP về việc thành lập thị trấn Duyên Hải – thị trấn huyện lỵ huyện Duyên Hải trên cơ sở tách một phần diện tích và dân số 2 ấp Phước Trị và Long Thạnh thuộc xã Long Toàn.
Ngày 25 tháng 2 năm 2013, Bộ Xây dựng ban hành Quyết định số 211/QĐ-BXD về việc công nhận thị trấn Duyên Hải mở rộng là đô thị loại IV.
Ngày 15 tháng 5 năm 2015, Ủy ban thường vụ Quốc hội ban hành Nghị quyết số 934/NQ-UBTVQH13 về việc:
- Tách thị trấn Duyên Hải và 5 xã: Dân Thành, Hiệp Thạnh, Long Hữu, Long Toàn, Trường Long Hòa thuộc huyện Duyên Hải để thành lập thị xã Duyên Hải.
- Thành lập Phường 1 thuộc thị xã Duyên Hải trên cơ sở điều chỉnh toàn bộ 200,54 ha diện tích tự nhiên và 12.493 người của thị trấn Duyên Hải, 1.150 ha diện tích tự nhiên và 1.747 người của xã Long Toàn.

Sau khi thành lập, Phường 1 có 1.350,54 ha diện tích tự nhiên và 14.240 người.
Ngày 16 tháng 6 năm 2025, Ủy ban Thường vụ Quốc hội ban hành Nghị quyết số 1687/NQ-UBTVQH15 về việc sắp xếp các đơn vị hành chính cấp xã của tỉnh Vĩnh Long năm 2025. Theo đó, sắp xếp toàn bộ diện tích tự nhiên, quy mô dân số của Phường 1 và các xã Long Toàn và Dân Thành thành phường mới có tên gọi là phường Duyên Hải.
Sau khi sáp nhập, phường Duyên Hải có 69,63 km² diện tích tự nhiên và dân số 24.356 người.